# Minas Jaya
Minas Jaya is een bestuurslaag in het regentschap Siak van de provincie Riau, Indonesië. Minas Jaya telt 12.930 inwoners (volkstelling 2010).